# (35686) 1999 BW18
1999 BW18 (asteroide 35686) é um asteroide da cintura principal. Possui uma excentricidade de 0.15033470 e uma inclinação de 6.78970º.
Este asteroide foi descoberto no dia 16 de janeiro de 1999 por LINEAR em Socorro.